# Günther Victor (Schwarzburg-Rudolstadt)
Günther Victor von Schwarzburg-Rudolstadt (* 21. August 1852 in Rudolstadt; † 16. April 1925 in Sondershausen) aus dem Haus Schwarzburg, war von 1890 bis 1918 Fürst von Schwarzburg-Rudolstadt und von 1909 bis 1918 Fürst von Schwarzburg-Sondershausen.

## Leben

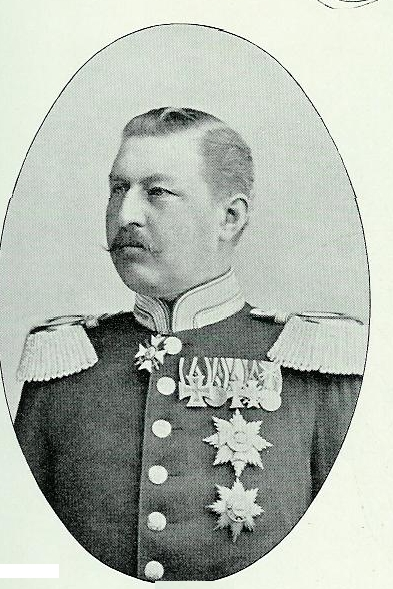
Günther Victor von Schwarzburg-Rudolstadt

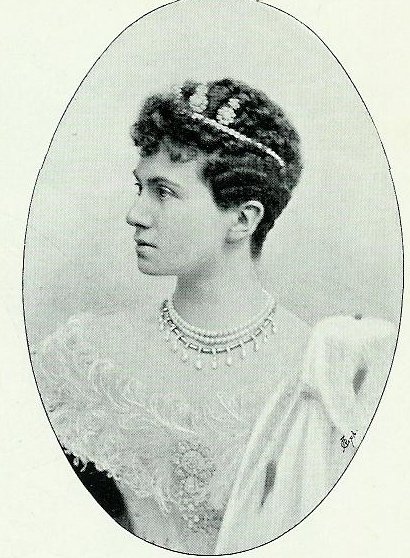
Anna Luise, letzte Fürstin von Schwarzburg

Die Eltern von Günther Victor waren Prinz Adolph von Schwarzburg-Rudolstadt (1801–1875) und Prinzessin Mathilde von Schönburg-Waldenburg (1826–1914), Tochter von Fürst Otto Victor von Schönburg; sein Großvater war Carl Günther von Schwarzburg-Rudolstadt. Obschon er aus einer Nebenlinie des Hauses Schwarzburg-Rudolstadt stammte, hat er später als Fürst in Personalunion Schwarzburg-Rudolstadt und ab 1909 auch Schwarzburg-Sondershausen regiert. Die Erziehung erfolgte 1863 bis 1868 im Privatunterricht durch Pastor Paul Leo. Anschließend besuchte Günther Victor das Vitzthumsche Gymnasium in Dresden. Ab 1868 wurde er zudem durch seinen militärischen Begleiter Ludwig von Hirschfeld auf eine Militärkarriere vorbereitet. Zu dieser Zeit wurden auch Studienreisen nach Belgien, Frankreich und England unternommen.
Der Krieg gegen Frankreich veranlasste Günther Victor 1870, die Schule zu verlassen. Er trat am 5. August 1870 in das Dragoner-Regiment der Mecklenburger Truppen ein und wurde am 6. Oktober 1870 zum Sekondeleutnant befördert. Ab 12. Oktober 1870 diente er als Ordonnanzoffizier unter seinem Schwager Großherzog Friedrich Franz II. von Mecklenburg-Schwerin, der 1868 Günther Victors ältere Schwester Marie (1850–1922) geheiratet hatte. Im Verlauf des Krieges nahm Günther Victor an den Belagerungen von Toul, Metz, Soissons und Paris sowie den Schlachten bei Orléans und Le Mans teil. Seine Leistungen wurde durch die Verleihung des Eisernen Kreuzes II. Klasse sowie des Ehrenkreuzes von Schwarzburg II. Klasse mit Schwertern gewürdigt.
1871 wurde der Prinz vom Militärdienst freigestellt und studierte in Leipzig Rechts- und Staatswissenschaften sowie Kunstgeschichte. Ab Februar 1874 versah Günther Victor wieder aktiven Dienst. Er diente im Königs-Ulanen-Regiment (1. Hannoversches) Nr. 13 und avancierte bis Juni 1884 zum Rittmeister und Eskadronchef. Am 12. August 1889 wurde er als Chef der 2. Eskadron in das Garde-Kürassier-Regiment versetzt.
Am 19. Januar 1890 verstarb der regierende Fürst Georg Albert von Schwarzburg-Rudolstadt. Am Folgetag übernahm Günther Victor in der Nachfolge seines Cousins zweiten Grades die Regierung. Nach der Verfassung vom März 1854 des Fürstentums war Schwarzburg-Rudolstadt eine konstitutionelle Monarchie. Günther Victor lebte äußerst zurückgezogen und vermied die Öffentlichkeit. Die Regierungsgeschäfte überließ er dem Staatsminister. Im November 1890 verlobte sich Günther Victor im ersten Regierungsjahr mit Luise von Sachsen-Altenburg. Die Verlobung wurde 1891 wieder gelöst. Die Verlobten vermochten nicht miteinander auszukommen. Noch im Jahr 1891 folgte die Verlobung und Heirat mit seiner Cousine Anna Luise von Schönburg-Waldenburg.
Am 28. März 1909 starb Fürst Karl Günther von Schwarzburg-Sondershausen kinderlos, und die Sondershäuser Linie erlosch im Mannesstamm. Gemäß dem Hausvertrag von 1713 wurde Günther Victor in Personalunion auch Fürst von Schwarzburg-Sondershausen. Mit dem Aussterben der Sondershäuser Linie fiel der Zusatz Rudolstadt im Namen weg und der Regent nannte sich nunmehr Fürst zu Schwarzburg. Eine Vereinigung der beiden Fürstentümer scheiterte insbesondere wegen des unterschiedlichen Verfassungsrechts. Sowohl Rudolstadt als auch Sondershausen blieben Residenzstädte, und die Fürstentümer hatten weiterhin eine eigene Stimme im Bundesrat des Deutschen Reiches.
Die Novemberrevolution 1918 führte zur Beendigung der Monarchien. Mit einem am 22. November 1918 von Fürst Günther Victor erlassenen und vom Landtag bestätigten Gesetz wurde eine Abfindungsvereinbarung über seine Besitz- und Vermögensverhältnisse getroffen. Das Kammergut mit 22.600 Hektar Fläche, die Münzsammlung in Rudolstadt und die Waffensammlung im Zeughaus des Schlosses Schwarzburg wurden Eigentum des Staates. Dem ehemaligen Landesherrn wurden eine lebenslange jährliche Rente von 150.000 Mark und Nutzungsrechte an dem Schloss Schwarzburg, dem Jagdschloss Rathsfeld und einigen Räumen der Heidecksburg zugesprochen. Daneben wurde der wesentliche Inhalt der Schlösser sein Eigentum, und es standen ihm Jagdrechte im Schwarzburger Forst sowie Fischereirechte in der Schwarza zu. Am 23. November 1918 legte Günther Viktor die Regierungsgeschäfte für Schwarzburg-Rudolstadt und am 25. November 1918 für Schwarzburg-Sondershausen nieder.
Günther Viktor verstarb am 16. April 1925. Da die Ehe mit Anna Luise kinderlos blieb, wurde 1896 Prinz Sizzo von Leutenberg, der einer morganatischen Ehe des 1867 verstorbenen Fürsten Friedrich Günther von Schwarzburg-Rudolstadt mit Gräfin Helene von Reina entstammte, für nachfolgeberechtigt erklärt und Chef des Hauses Schwarzburg.

## Persönlichkeit
Fürst Günther wurde als gebildeter und kunstsinniger, dabei zugleich kontaktscheuer und zurückhaltender Mensch beschrieben. Seit seiner Kindheit von labiler Gesundheit, musste er sich wiederholt längeren Kuraufenthalten unterziehen. Es wurde die Mutmaßung geäußert, er habe an „epilepsieartigen Anfällen“ gelitten. Günther – durch das Kunststudium vor allem an Architektur und Zeichnen interessiert, porträtierte auch seine Frau – keineswegs unbegabt. Im Nachlass der Anna Luise findet sich eine größere Sammlung von Zeichnungen Günthers, vornehmlich Übungsskizzen in Form von Akt-, Porträt- und Naturstudien sowie Karikaturen, die vom künstlerischen Ausdruck her auf Schulung, gepaart mit Talent, schließen lassen.

„Fürst Günther hatte große Scheu vor öffentlichen Auftritten. „... Fürst Günther Viktor ... ist einer der liebenswürdigsten, vornehmsten Menschen, die man kennenlernen kann; aber leider, man lernt ihn nicht kennen. ... Er flieht alles äußere Gepränge, alles oft freilich hohle, öffentliche Tun ... Man kann verstehen, daß ein Fürst, der menschliche Fehlbarkeit stärker kennenlernen mag, als viele unter ihm, sich vom öffentlichen Leben zurückzieht ... Aber man wird die Tatsache dadurch nicht aus der Welt schaffen, daß die Mehrheit der Menschen solcher Wesenheit fremd gegenübersteht.““